# Hochgasser
Der Hochgasser ist ein 2922 m ü. A. hoher Berg des Alpenhauptkamms in der Granatspitzgruppe an der Grenze von Osttirol und Salzburg. Er gilt als Hausberg der St. Pöltner Hütte und erhielt seinen Namen durch eine Gasse bzw. breite Rinne im Westen.

## Lage
Der Hochgasser liegt im nordwestlichen Zentralbereich der Granatspitzgruppe. Er befindet sich am Tauernhauptkamm an der Landesgrenze zwischen Tirol und Salzburg bzw. den Gemeinden Matrei in Osttirol im Süden und Mittersill im Norden. Der Hochgasser befindet sich zwischen dem Weinbichl (2556 m ü. A.) im Nordwesten und den Bärenköpfen (2863 m ü. A.) im Süden, wobei der Weinbichl vom Hochgasser durch den Passübergang des Alten Tauern (2508 m ü. A.) getrennt wird. Nach Norden trennt die Bratschenscharte (2726 m ü. A.) den Hochgasser vom Hörndl (2852 m ü. A.). Der Hochgasser bildet nach Westen einen breiten Rücken zum Alten Tauern aus, während der Osten zum Amertal steil abfällt und als Hintere Bratschen bezeichnet wird.

## Aufstiegsmöglichkeiten
Der Hochgasser wurde schon früh von Einheimischen erstiegen. Die erste Gratüberschreitung zum Bärenkopf erfolgte ebenso wie die erste Gratüberschreitung zum Hörndl vermutlich durch Roman Majewski und Gefährten um 1923. Der Normalweg auf den Hochgasser erfolgt von der St. Pöltner Hütte über den Alten Tauern auf den Westrücken, wobei kurze Sicherungen zu passieren sind (UIAA I). Weitere Aufstiegsmöglichkeiten sind der Übergang vom Hörndl über die Bratschenscharte (UIAA II) und der 1993 erstmals durch A. Hölzl und R. Maurhofer vom Felbertauerntunnel-Nordportal begangene Ostsporn  (teilweise UIAA V).